# Lindskärskracklorna
Lindskärskracklorna är öar i Finland. De ligger i Finska viken och i kommunen Raseborg i landskapet Nyland, i den södra delen av landet. Öarna ligger omkring 71 kilometer väster om Helsingfors.
Arean för den av öarna koordinaterna pekar på är 0,3 hektar och dess största längd är 120 meter i sydväst-nordöstlig riktning. Närmaste större samhälle är Ingå, 19,7 km nordost om Lindskärskracklorna.